# Жуков, Алексей Дмитриевич
Алексе́й Дми́триевич Жу́ков (2 марта 1944 — 15 августа 2004) — российский дипломат. Чрезвычайный и полномочный посланник 1 класса (1990).

## Биография
Окончил Московский государственный институт международных отношений (МГИМО) МИД СССР (1967). Владеет английским, испанским и французским языками. На дипломатической работе с 1967 года.
- В 1971—1973 годах — сотрудник Посольства СССР на Цейлоне.
- В 1973—1974 годах — сотрудник Посольства СССР на Шри-Ланке.
- В 1984—1989 годах — заместитель постоянного представителя СССР при Отделении ООН и других международных организациях в Женеве.
- В 1990—1992 годах — ответственный секретарь Комиссии СССР по делам ЮНЕСКО.
- В 1992—1998 годах — начальник управления — ответственный секретарь Комиссии РФ по делам ЮНЕСКО Департамента по международному гуманитарному и культурному сотрудничеству МИД России.
- С 10 августа 1998 по 26 июня 2000 года — чрезвычайный и полномочный посол Российской Федерации в Малайзии и Брунее по совместительству[1][2].

Похоронен в Москве на Кунцевском кладбище.

## Дипломатический ранг
- Чрезвычайный и полномочный посланник 1 класса (11 мая 1990)[3].

## Награды
- Орден «Знак Почёта».
- Медаль «За трудовую доблесть».

## Семья
Был женат, имел двух детей.